# Обчислювальна фізика
Обчислювальна фізика — розділ фізики, що займається розробкою та застосуванням чисельних методів розв'язання фізичних задач, для яких кількісну теорію уже побудовано. Історично фізики першими почали застосовувати комп'ютери для проведення чисельних розрахунків. Поступово область застосування обчислювальної техніки розширилася, і обчислювальна фізика стала тільки одним із напрямків у широкому колі наук, що використовують комп'ютерні розрахунки.
Обчислювальну фізику часто вважають підрозділом теоретичної фізики, але існує й інша думка — обчислювальна фізика є окремим шляхом поряд із теоретичною та експериментальною, що доповнює їх.

## Загальний огляд

Схематичне зображення міждисциплінарної природи обчислювальної фізики як перекриття фізики, прикладної математики та інформатики, що одночасно виконує роль моста між ними.

Численні фізичні теорії побудували математичні моделі, що забезпечують дуже точне передбачення фізичних систем. Однак часто розв'язання математичної задачі для конкретних систем не можна виконати аналітичними методами. Таке трапляється, наприклад, тоді, коли розв'язок не зводиться до форми, яку можна проаналізувати за скінченне число операцій, або ж він надто складний. У таких випадках потрібно використовувати наближення. Обчислювальна фізика має справу з такими чисельними наближеннями: наближені розв'язки записують у вигляді скінченного (зазвичай великого) числа математичних операцій у вигляді алгоритму. Це велике число операцій виконують комп'ютери, результатом роботи яких є наближений розв'язок та оцінка похибок.

### Статус у фізиці
Статус обчислень, як скадової наукового методу дискутується. Іноді їх відносять до теоретичної фізики, іноді розглядають як числові експерименти, а ще інші вважають обчислення доповненням як теорії, так і експерименту. Комп'ютери, звісно, використовуються при вимірюваннях та для накопичення даних, але це зазвичай не вважається складовою обчислювального підходу.

## Проблематика обчислювальної фізики
Кількісні розрахунки мають свої власні проблеми. Прикладом може бути накопичення похибок округлення. Часто неможливо сказати чи хаотична поведінка розв'язку властива самій фізичній системі, чи вона є артефактом розрахунку, що робить такий розрахунок марною тратою зусиль.
Загальною задачею обчислювальної фізики є розробка ефективних, точних та надійних алгоритмів. Фізичні задачі розв'язувати важко, і причин цьому є багато. Однією з таких причин є багатовимірність. Задачі знаходження хвильових функцій багаточастинкових систем у квантовій механіці мають розмірність 3N, де N — число частинок. Навіть одночастинкова задача в тривимірному просторі накладає великі вимоги до оперативної пам'яті комп'ютера. Сітка 100 х 100 х 100 — це вже мільйон чисел, часто комплексних, а якщо врахувати, що для кожної комірки сітки записується різницева схема, то потрібно розмістити в пам'яті комп'ютера матрицю, розміром мільйон на мільйон, що нереально. Тому потрібні алгоритми, які могли б звести задачу до простішої.
Розв'язування складних фізичних задач часто є тривалим процесом. Наприклад, молекулярну динаміку можна проводити з кроком по часу порядку пікосекунд. Для того, щоб розглянути фазовий перехід, наприклад плавлення, потрібно зробити мільйони кроків, бо фазові переходи не відбуваються за пікосекунди. Якщо атомів чи молекул у системі багато, десятки тисяч, то кожен крок займає значний час. Якщо на розрахунок йде рік безперестанних обчислень — це ще терпимо, але довші розрахунки таким способом не проведеш.
Існує потреба в розробці алгоритмів, що дозволяли б паралельні розрахунки. Зародження квантових комп'ютерів вимагає розробки відповідних квантових алгоритмів.
Усе це вимагає плідної співпраці фізиків-теоретиків, математиків та спеціалістів з інформатики. Обчислювальна фізика може похвалитися значними успіхами — розроблено багато зручних для використання пакетів програмного забезпечення, що дозволяють доволі просто розраховувати складні фізичні системи. Часто такі пакети, наприклад Geant4. є результатом міжнародного співробітництва вчених. Інші є комерційними.
Проте використання комп'ютерів для розрахунків не є гарантією правильного моделювання фізичних систем. Завжди слід пам'ятати принцип GIGO, навіть найпотужніші комп'ютери не можуть виправити хибу в моделі чи в даних.

## Підрозділи
Відгалуження обчислювальної фізики існують для всіх її розділів, прикладами можуть бути обчислювальна механіка та обчислювальна електродинаміка. Обчислювальна механіка охоплює обчислювальну гідродинаміку, обчислювальну механіку твердого тіла та обчислювальну механіку контактної взаємодії. На стику обчислювальної гідродинаміки та моделювання електромагнітних полів лежить область обчислювальної магнетогідродинаміки. Методи багаточастинкових квантових розрахунків належать до обчислювальної хімії.
Обчислювальна фізика твердого тіла є дуже важливим розділом обчислювальної фізики, особливо для матеріалознавства. З моделюванням конденсованого середовища зв'язана обчислювальна статистична механіка, що займається розрахунками моделей та теорій, підступитися до яких іншими методами важко (серед прикладів перколяція та спінові моделі). Обчислювальна статистична фізика часто використовує розрахунки за методом Монте-Карло.

## Виноски
1. 1 2  
Thijssen, Joseph (2007). Computational Physics. Cambridge University Press. ISBN 0521833469.
2. ↑  Landau, Rubin H.; Páez, Manuel J.; Bordeianu, Cristian C. (2015). Computational Physics: Problem Solving with Python. John Wiley & Sons. Архів оригіналу за 20 червня 2017. Процитовано 23 червня 2017.
3. ↑  Landau, Rubin H.; Paez, Jose; Bordeianu, Cristian C. (2011). A survey of computational physics: introductory computational science. Princeton University Press. Архів оригіналу за 13 травня 2017. Процитовано 23 червня 2017.
4. 1 2  A molecular dynamics primer [Архівовано 11 січня 2015 у Wayback Machine.], Furio Ercolessi, University of Udine, Italy. Article PDF [Архівовано 24 вересня 2015 у Wayback Machine.].
5. ↑  
How Long Do Numerical Chaotic Solutions Remain Valid?. Bibcode:1997PhRvL..79...59S. doi:10.1103/PhysRevLett.79.59.